# OK, Кей О! Да бъдем герои!
„OK, Кей О! Да бъдем герои!“ (на английски: OK K.O.! Let's Be Heroes) е американски анимационен сериал, създаден от Иън Джоунс-Куарти за Картун Нетуърк. Сериалът е базиран на пилота Lakewood Plaza Turbo от Иън Джоунс-Куарти, който е пуснат като част проекта Summer Shorts по Картун Нетуърк през 2013 г. Той е продуциран от Картун Нетуърк Студиос. Уеб сериалът е излъчен премиерно в YouTube канала на Картун Нетуърк и по Cartoon Network Video на 4 февруари 2016 г.
На 9 март 2017 г., почти четири години след премиерата на оригиналния късометражен филм, Картун Нетуърк е обявен, че сериалът е одобрен, и се излъчва премиерно на 1 август 2017 г.
На 4 декември 2017 г. сериалът е обновен, за да бъде подновен за втори сезон, който се излъчва премиерно на 18 март 2018 г. Третият и последен сезон, който е обявен на 26 юни 2019 г., се излъчва премиерно на 7 юли 2019 г., а последният епизод е излъчен на 6 септември 2019 г.
Сериалът е достъпен по Hulu. Също така е достъпен по HBO Max след пускането му, но е един от премахнатите сериали през август 2022 г. в резултат за сливането на Warner Bros. Discovery.

## В България
В България сериалът започва излъчване на 6 ноември 2017 г. по локалната версия на Картун Нетуърк и приключва на 1 март 2020 г.

### Нахсинхронен дублаж
| Роля           | Изпълнител            |
| -------------- | --------------------- |
| Злъчнозлоб     | Атанас Сребрев        |
| Ернесто        | Атанас Сребрев        |
| Реймънд        | Атанас Сребрев        |
| Слънце         | Атанас Сребрев        |
| Джетро         | Атанас Сребрев        |
| Принцеса Коала | Бернарда Береану      |
| Ягода          | Диляна Спасова        |
| Рад            | Димитър Тодоров       |
| Кей О          | Евгения Ангелова      |
| Лорд Боксмен   | Георги Спасов         |
| Инид           | Ивет Лазарова-Торосян |
| Брендън        | Марио Иванов          |
| Карол          | Мария Бояджиева       |
| Фокстейл       | Михаела Тюлева        |
| Мис Пастел     | Михаела Тюлева        |
| Господин Гар   | Петър Върбанов        |
| Денди          | Симона Стоянова       |
| Деръл          | Сотир Мелев           |
| Микейла        | Татяна Етимова        |
| Финк           | Татяна Етимова        |
| Шанън          | Татяна Етимова        |
| Ник Армейски   | Виктор Иванов         |
| Джеф           | Виктор Иванов         |
| Биг Бул        | Виктор Иванов         |
| Нийл           | Виктор Иванов         |

| Обработка           | студио „Про Филмс“ |
| ------------------- | ------------------ |
| Режисьор на дублажа | Виктор Иванов      |